# Емил Бодо
Жан Морис Емил Бодо на френски: Jean-Maurice-Émile Baudot е френски инженер и изобретател на първия апарат за цифрова телеграфия. Той е един от пионерите на телекомуникациите. Изобретява кода на Бодо — кодиране на символите за телеграфия. В негова чест е наречена единицата за скорост на предаване на сигнали — бод.

## Биография
Бодо е роден 11 септември 1845 г. в Маньо, Франция. Умира на 28 март 1903 в Со, Франция. Син е на фермера Пиер Емил Бодо, който по-късно става кмет на Ман. Единственото образование на Бодо е в местното начално училище, след което той започва работа при баща си във фермата като по-късно се присъединява във френската поща като чирак оператор през 1869 г.

## Изобретението на Бодо
Системата на Бодо официално е приета от френската поща 5 години по-късно. Бодо изобретил своя код през 1870 г. и го патентовал през 1874 г. На 17 юни 1874 г. Бодо патентова първия си телеграф.
Хардуерът на Бодо има 3 основни части: клавиатура, разпределител и хартиена лента. Клавиатурата има само 5 клавиша, управлявани с два пръста на лявата и три пръста на дясната ръка. Кодът бил проектиран да бъде лесен за запомняне. Операторите трябвало да поддържат постоянен ритъм и обичайната скорост на работа била 30 думи в минута. Точното функциониране на тази система зависила от разпределителя.
Апаратът на Бодо е показан в Париж на изложение през 1878 г. като печели златен медал и неговата система става световноизвестна. На 27 април 1894 г. създава комуникация между Парижката фондова борса и фондовата борса в Милано. Британската пощенска служба приема системата на Бодо през 1897 г.
През 1897 г. системата на Бодо е подобрена чрез преминаване към перфорирана лента. Лентата била контролирана от разпределителя, след което се заменя ръчната клавиатура. Лентата има 5 реда дупки за кода, а 6 ред бил на по-малки дупки за транспортиране на лентата чрез механизъм.
Бодо бил подпомаган от френската поща за финансирането на изследванията си, но тъй като това не било достатъчно той бил принуден да продаде медала си. Бод е единица за скорост на предаване на сигнал. Бодо открива практическо решение на проблема за многократно телеграфиране (едновременно предаване на няколко съобщения) чрез последователно предаване на равномерни електрически импулси.
Първите телеграфни апарати на Бодо са използвани по линията Париж-Бордо (1877 г.).
През 1927 г. на негово име е наречена единицата за скорост на телеграфиране (Бод).